# Je Tsongkhapa
Tsongkhapa ("el hombre de Tsongkha" o "el Hombre del Valle de la Cebolla", c. 1357 - 1419) fue un importante maestro, filósofo y yogui tántrico del Budismo tibetano que nació cerca de Amdo en el Tíbet y creó la llamada tradición Gelug (Ganden). También se le conoce por su nombre de ordenación Losang Drakpa (Wylie: blo bzang grags pa) o simplemente como "Je Rinpoche" (Wylie: rje rin po che, "Señor Precioso"). Tsongkhapa estudió con numerosos maestros de las distintas tradiciones budistas tibetanas que florecieron en el Tíbet central, como Sakya, Jonang, Kagyu y Kadam.
Tsongkhapa fue un autor prolífico con un amplio conocimiento de la filosofía budista, pramana, la hermenéutica y la práctica de meditación. Tsongkhapa escribió numerosas obras sobre la filosofía madhyamaka (como Océano de razonamiento, un comentario sobre el Mūlamadhyamakārikā), la práctica de mahayana (el Lamrim Chenmo) y el Vajrayana (Gran exposición del mantra secreto). Sus obras filosóficas son principalmente una síntesis de la tradición epistemológica budista de Dignāga y Dharmakīrti y la filosofía madhyamaka de Nāgārjuna y Candrakīrti.
Guy Newland describe el enfoque filosófico de Tsongkhapa como uno en el que se combina la existencia y la validez de la lógica y la ética convencional con "una visión radical de la vacuidad" que considera que todos los fenómenos (dharmas) carecen de naturaleza intrínseca. Según el filósofo estadounidense Jay L. Garfield, Tsongkhapa también sostenía que era necesario desarrollar una visión correcta de la verdadera naturaleza de la realidad, y que para ello había que dedicarse al estudio riguroso, al análisis razonado y a la contemplación (junto con la meditación).  Como señala Garfield, esta visión de la vacuidad no es una especie de nihilismo o una negación total de la existencia, sino que considera que los fenómenos existen "de forma interdependiente, relacional, no esencial, convencional" (lo que Tsongkhapa denomina "mera existencia").

## Biografía

### Primeros años y estudios
Tsongkhapa nació en el seno de una familia nómada en la ciudad de Tsongkha en Amdo, Tíbet (actuales Haidong y Xining, Qinghai) en 1357.  Tsongkhapa fue educado en el budismo desde una edad temprana por su primer maestro, el monje de Kadam, Choje Dondrub Rinchen. Tsongkhapa se convirtió en monje novicio a la edad de seis años.
A los dieciséis años, Tsongkhapa viajó al Tíbet Central (Ü-Tsang), donde estudió en las instituciones escolásticas del monasterio de Sangphu, el Drikung Kagyu y la tradición Sakya paṇḍita (1182-1251). En el monasterio Drikung Thil estudió con Chenga Chokyi Gyalpo, el gran patriarca del Drikung Kagyu, y recibió enseñanzas sobre numerosos temas como el Mahamudra y los Seis Dharmas de Naropa. Tsongkhapa también estudió medicina tibetana y luego todas las grandes materias escolásticas budistas, incluyendo el abhidharma, la ética, la epistemología (Sk. pramāṇa), el Vajrayana y varios linajes de tantra budista.
Entre sus principales maestros se encuentran: los maestros de Sakya como Rendawa y Rinchen Dorje, el maestro de Kagyu Chenga Rinpoche y los maestros de Jonang, Bodong Chakleh Namgyal, Khyungpo Hlehpa y Chokyi Pelpa. Tsongkhapa también recibió los tres principales linajes de la escuela Kadam.
Rendawa Zhönnu Lodrö fue el maestro más importante de Tsongkhapa. Con Rendawa, Tsongkhapa estudió varias obras clásicas, como el Pramanavarttika, el Abhidharmakosha, el Abhidharmasamuccaya y el Madhyamakavatara. Tsongkhapa también estudió con un maestro nyingma, Drupchen Lekyi Dorje (Wylie: grub chen las kyi rdo je), también conocido como Namkha Gyaltsen (Wylie: nam mkha' rgyal mtshan, 1326-1401).
Durante sus primeros años, Tsongkhapa también compuso algunas obras originales, incluyendo la Guirnalda de Oro (Wylie: legs bshad gser phreng), un comentario sobre el Abhisamayālaṃkāra desde la perspectiva de la tradición Yogācāra-svātantrika-madhyamaka de Śāntarakṣita que también intenta refutar las opiniones shentong de Dolpopa (1292-1361).

### Retiros y visiones de Mañjuśrī

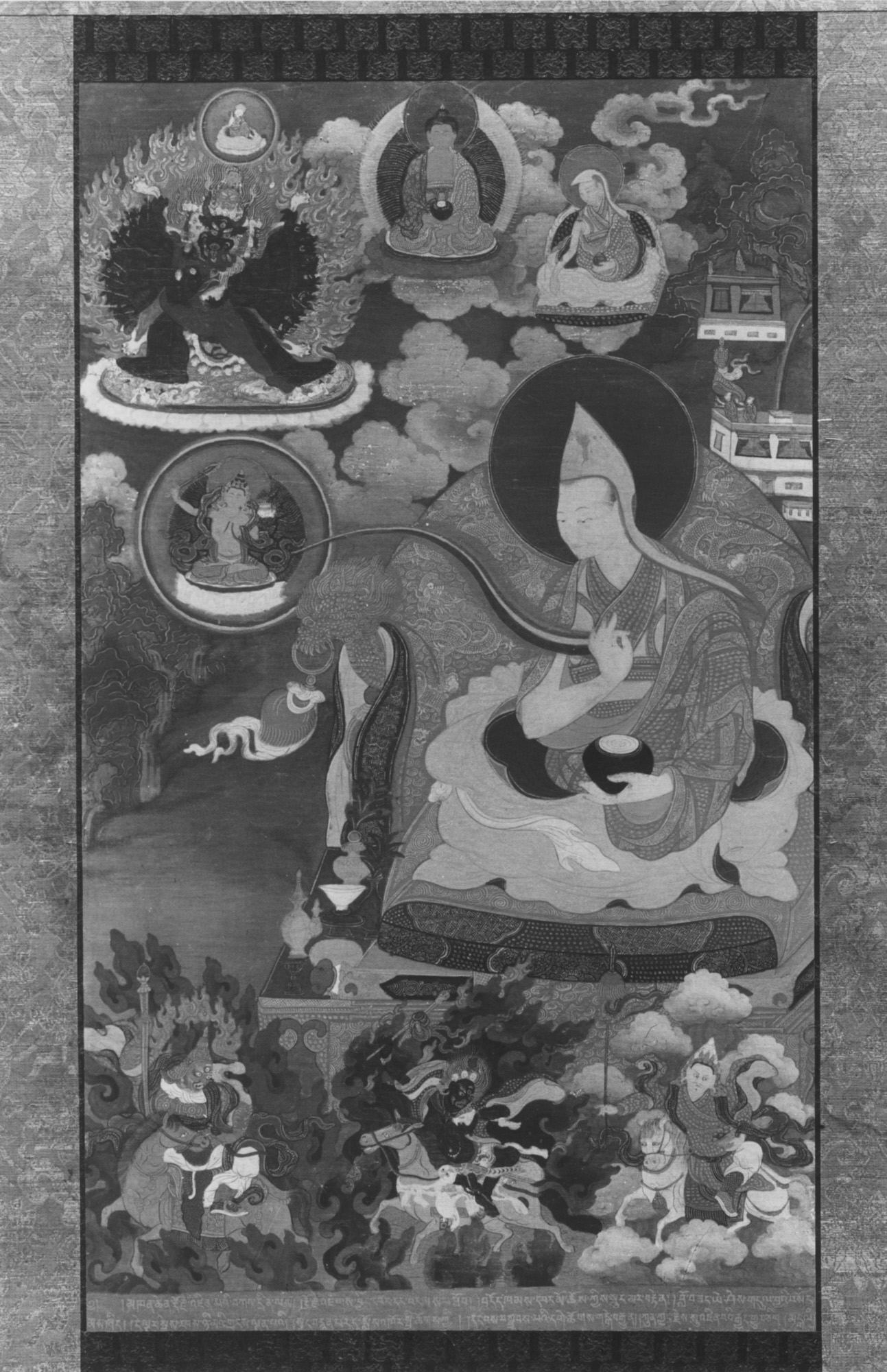
Una representación de Tsongkhapa en comunión con Mañjuśrī bodhisattva

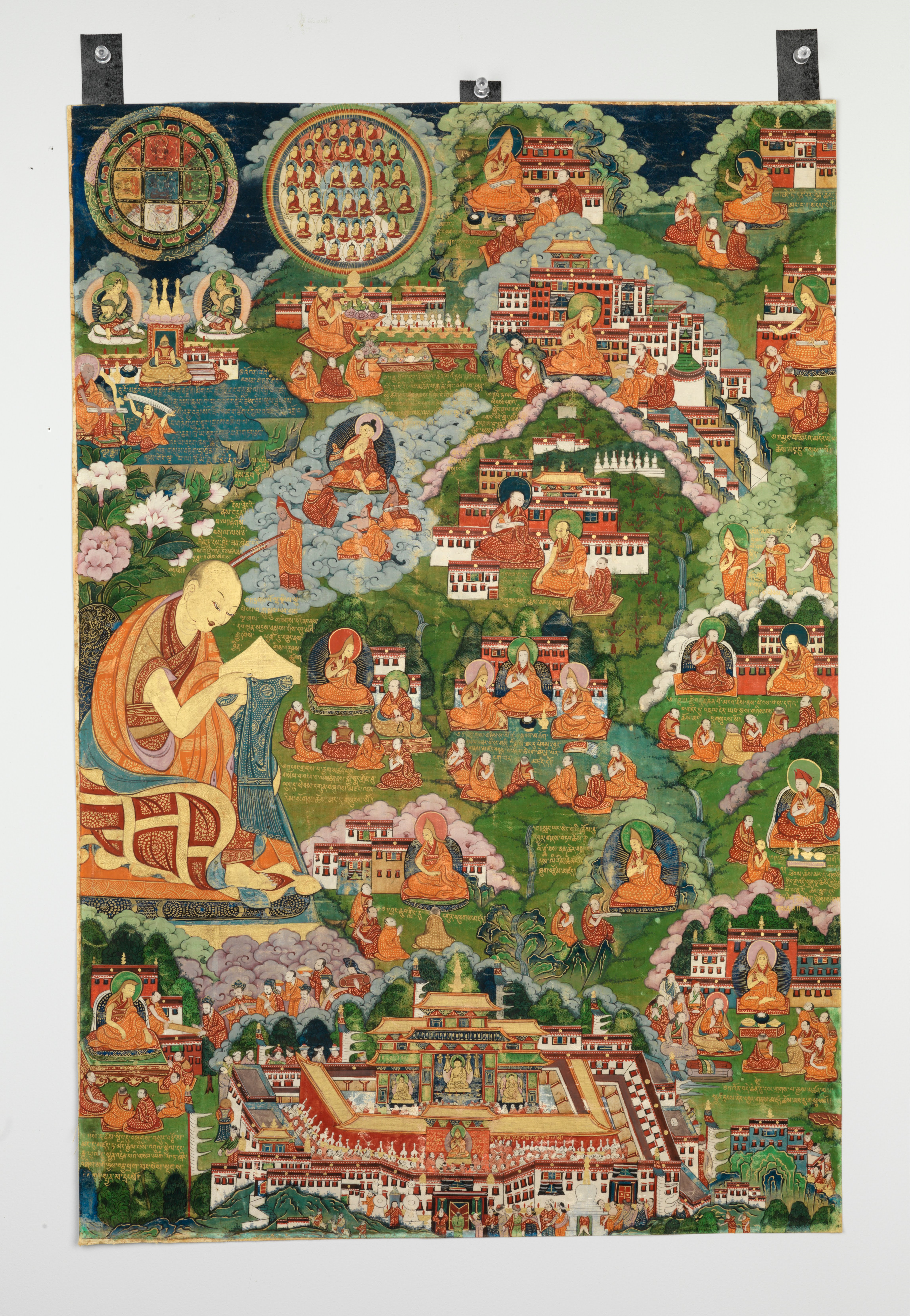
Pintura que representa la vida de Tsongkhapa, la imagen más grande de la izquierda muestra el sueño que tuvo de los grandes eruditos indios como Buddhapalita.

Entre 1390 y 1398, Tsongkhapa se dedicó a realizar extensos retiros de meditación (con un pequeño grupo de asistentes) en varios lugares (el más conocido de ellos en el valle de Wölkha). También desarrolló una estrecha relación con un místico y ermitaño llamado Umapa Pawo Dorje. Umapa era conocido por su conexión con el bodhisattva Mañjuśrī y tenía frecuentes visiones del Mañjuśrī negro con el que se comunicaba. Umapa actuó como médium para Tsongkhapa, quien finalmente comenzó a tener sus propias visiones de Mañjuśrī.

Durante este periodo de extenso retiro de meditación, Tsongkhapa tuvo numerosas visiones del gurú Mañjuśrī (Jamyang Lama). Durante estas visiones recibía enseñanzas del bodhisattva y hacía preguntas sobre la visión correcta de la vacuidad (śūnyatā) y sobre la práctica budista. Una importante instrucción que se dice que Tsongkhapa recibió sobre la visión de Mañjuśrī es:
"Es inapropiado ser parcial tanto con la vacuidad como con la apariencia. En particular, hay que tomar en serio el aspecto de la apariencia".
Tsongkhapa también discutía estas visiones e instrucciones con su maestro Rendawa (y se ha conservado algún registro de esta correspondencia). Durante este período, se dice que Tsongkhapa también recibió una serie de transmisiones orales de Mañjuśrī. Más tarde se denominó el ciclo de enseñanzas de Mañjuśrī.
En 1397, mientras realizaba un retiro de meditación intensiva en el Valle de Wölkha, Tsongkhapa escribe que tuvo una "visión mayor" (ngeshé chenpo) sobre su comprensión de la vacuidad. Inicialmente, Tsongkhapa tuvo un sueño con los grandes maestros madhyamaka (Nagarjuna, Buddhapalita, Aryadeva y Candrakirti). En este sueño, Buddhapālita colocó un texto envuelto en la parte superior de la cabeza de Tsongkhapa. Después de despertar de este sueño, Tsongkhapa comenzó a estudiar el comentario de Buddhapālita a los Versos del Camino Medio de Nagarjuna. Mientras leía el capítulo 18, su comprensión se volvió cristalina y todas sus dudas se desvanecieron. Según Thupten Jinpa "en el centro de la experiencia de avance de Tsongkhapa estaba la profunda comprensión de la ecuación de la vacuidad y el surgimiento condicionado." A continuación, pasó la primavera y el verano siguientes en profunda meditación, experimentando una gran dicha, devoción y gratitud hacia el Buda.

### Período de madurez

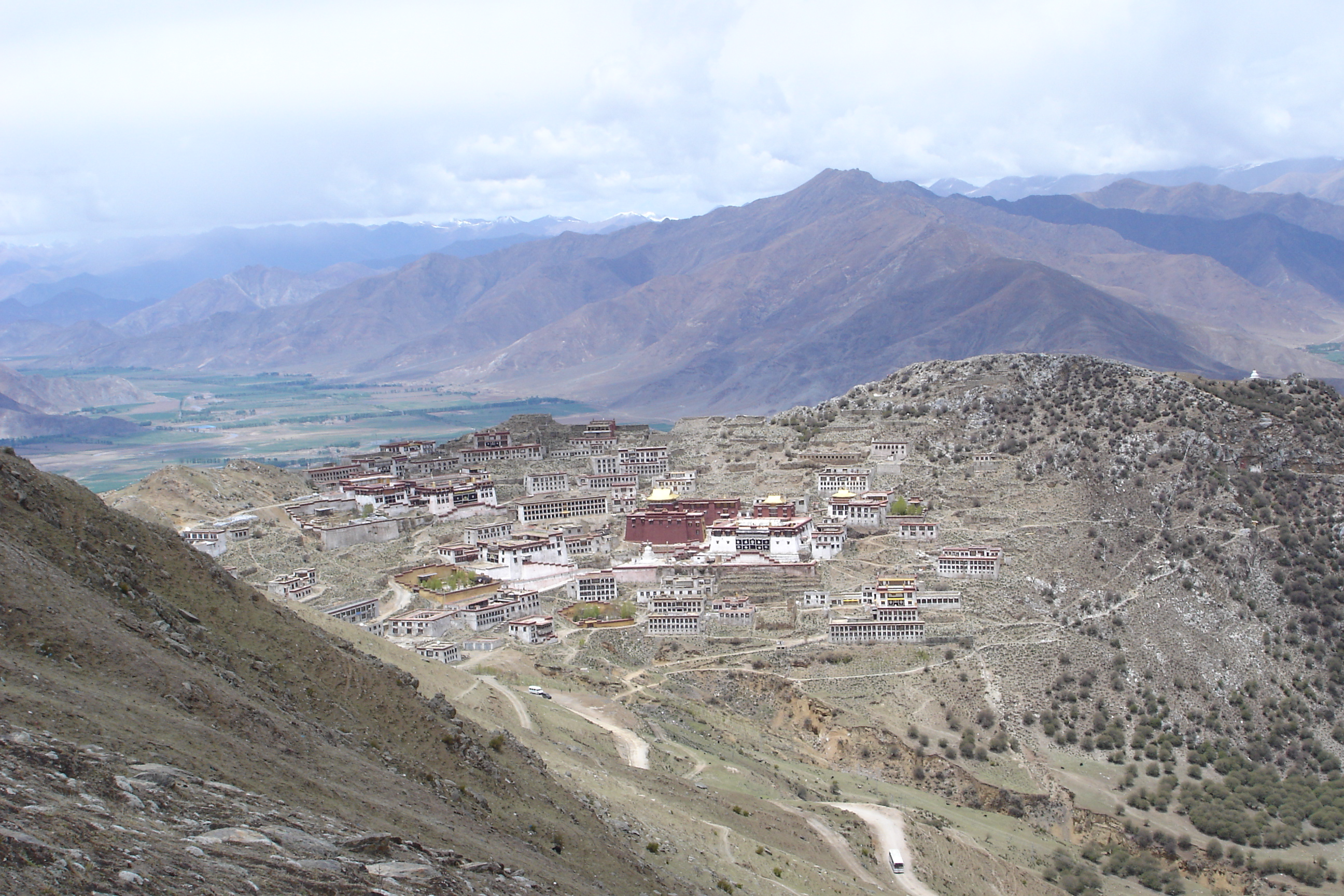
Monasterio Ganden, Tíbet

En el último período de la vida de Tsongkhapa, compuso una serie de obras sobre la filosofía y la práctica budista. Quizá su obra más famosa sea la Gran exposición de las etapas del camino (Lam rim chen mo, c. 1402). Este texto lamrim ("etapas del camino") esboza el camino mahayana hacia la iluminación y también presenta la visión de Tsongkhapa sobre la vacuidad y el camino medio (madhyamaka). También durante este periodo, escribió su principal obra sobre la práctica tántrica, la Gran Exposición del Tantra (sNgags rim chen mo).
Tsongkhapa también escribió algunas otras obras principales durante este período, entre ellas Esencia de la elocuencia (Legs bshad snying po), Océano de razonamiento (Rigs pa'i rgya mtsho, un comentario sobre el clásico Mūlamadhyamakārikā de Nagarjuna), el Lamrim mediano y Elucidación de la intención (dGongs pa rab gsal).
Según Jay Garfield, las obras maduras de Tsongkhapa desarrollan su filosofía madhyamaka con gran precisión y sofisticación. La idea central de la filosofía madura de Tsongkhapa es que, mientras que el madhyamaka implica una dialéctica implacablemente negativa (una crítica tanto de la reificación como del nihilismo, así como un rechazo de todas las esencias), el otro lado de esa dialéctica es una afirmación positiva de la realidad convencional, del surgimiento condicionado y de la identidad de las dos verdades.
En 1409, Tsongkhapa trabajó en un proyecto para renovar el templo de Jokhang, el principal de Lhasa, y también promovió un gran festival de oración de 15 días en Jokhang para celebrar al Buda Sakyamuni. En 1409, Tsongkhapa también trabajó para fundar el monasterio de Ganden, situado a 25 millas al norte de Lhasa Dos de sus alumnos, Tashi Palden (1379-1449) y Shakya Yeshey (1354-1435) fundaron respectivamente el monasterio de Drepung (1416) y el de Sera (1419). Junto con Ganden, estos tres se convertirían más tarde en los monasterios Gelug más influyentes del Tíbet y también en los más grandes del mundo. Estas instituciones se convirtieron en el centro de una nueva escuela del budismo tibetano, la secta Ganden o Gelug.

### Muerte e influencia

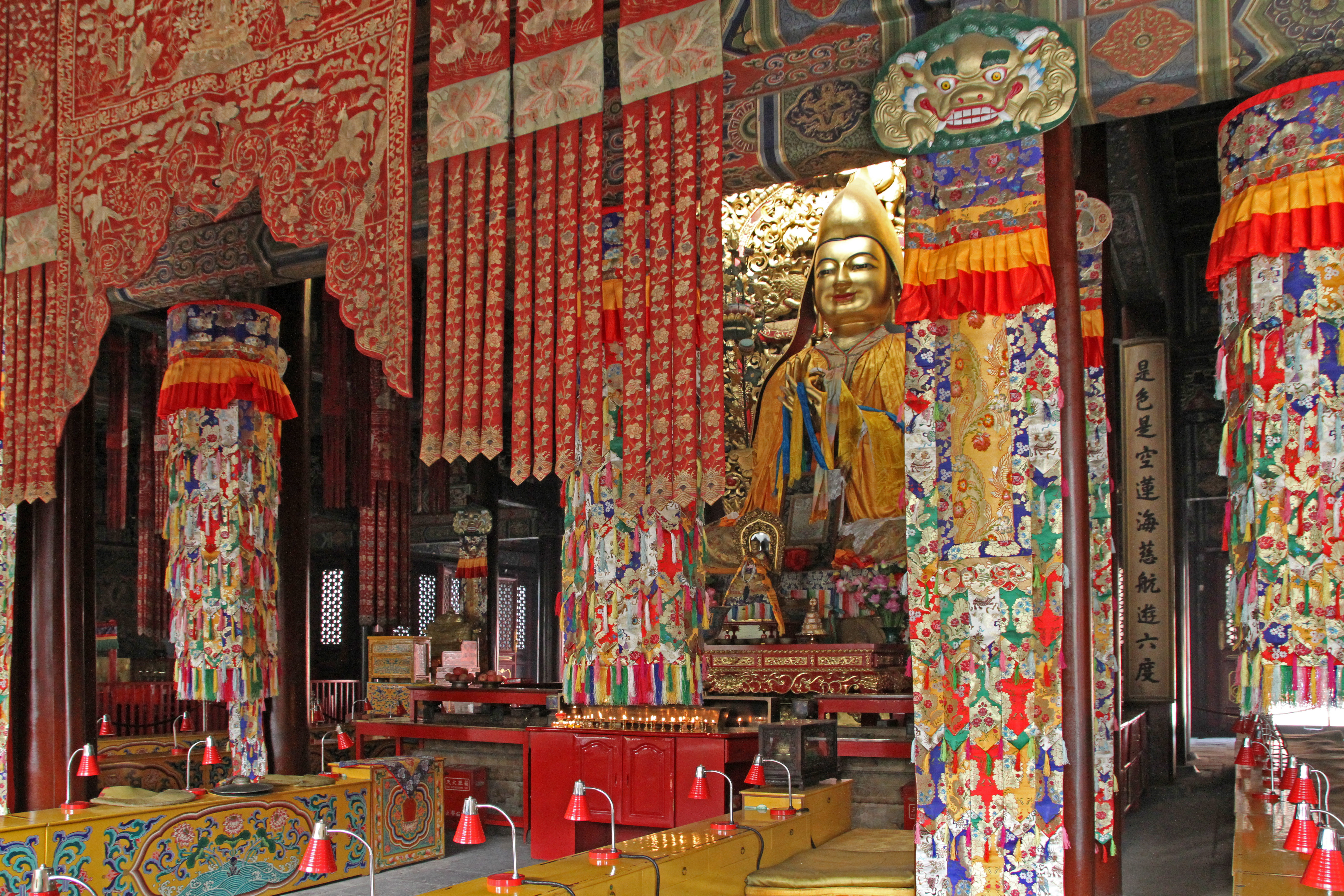
Estatua de Tsongkhapa en el templo de Yonghe, Pekín.

Tsongkhapa murió en 1419 a la edad de sesenta y dos años en el monasterio Ganden. En el momento de su muerte era una figura muy conocida en el Tíbet y con muchos seguidores. Thupten Jinpa señala que varias fuentes de otras escuelas budistas tibetanas, como Pawo Tsuklak Trengwa y Shākya Chokden, escriben sobre el gran número de tibetanos que acudieron a la nueva tradición Gelug de Tsongkhapa durante el siglo XV. Los tres principales discípulos de Tsongkhapa fueron Khedrup Gelek Palsang, Gyaltsap Darma Rinchen y Dülzin Drakpa Gyaltsen. Según Jinpa, otros alumnos importantes de Tsongkhapa fueron "Tokden Jampel Gyatso; Jamyang Chöjé y Jamchen Chöjé, fundadores de los monasterios de Drepung y Sera, respectivamente; y el Primer Dalai Lama, Gendün Drup". Tras la muerte de Tsongkhapa, sus discípulos trabajaron para difundir sus enseñanzas y la escuela Gelug creció con gran rapidez por toda la meseta tibetana, fundando o convirtiendo numerosos monasterios.
Tras su muerte, las obras de Tsongkhapa se publicaron en xilografías, lo que las hizo mucho más accesibles. También se escribieron varias biografías y hagiografías de Tsongkhapa por lamas de diferentes tradiciones. Tsongkhapa también era muy apreciado por figuras clave de otras tradiciones budistas tibetanas. Mikyö Dorje, 8º Karmapa, en un poema titulado Elogio del Incomparable Tsongkhapa, llama a Tsongkhapa "el reformador de la doctrina de Buda", "el gran cuadrillero de la filosofía madhyamaka en el Tíbet", "supremo entre los que propugnan la vacuidad", y "uno que había ayudado a difundir a los monásticos por todo el Tíbet y desde China hasta Cachemira". Wangchuk Dorje, 9º Karmapa, elogió a Tsongkhapa como alguien "que barrió los puntos de vista erróneos con los correctos y perfectos".
Las obras y enseñanzas de Tsongkhapa se convirtieron en el centro de la escuela Ganden o Gelug, en la que se le considera una importante figura de autoridad. Su interpretación y exégesis se convirtieron en uno de los principales focos de la escolástica Gelug. También fueron muy influyentes en los filósofos tibetanos posteriores, que defenderían o criticarían las opiniones de Tsongkhapa en numerosos puntos. Esta crítica filosófica fue encabezada por un trío de pensadores de la escuela Sakya: Taktsang Lotsawa, Gorampa y Shākya Chokden. Eruditos de Gelug como Lekpa Chöjor (también conocido como Jamyang Galo, 1429-1503) y Jetsün Chökyi Gyaltsen escribieron respuestas a estas críticas en defensa de Tsongkhapa.
Según Karl Brunnholzl, el pensamiento madhyamaka de Tsongkhapa ha tenido una gran influencia en la comprensión académica occidental del madhyamaka, y la mayoría de los libros y artículos se basan en las explicaciones gelug.

## Filosofía

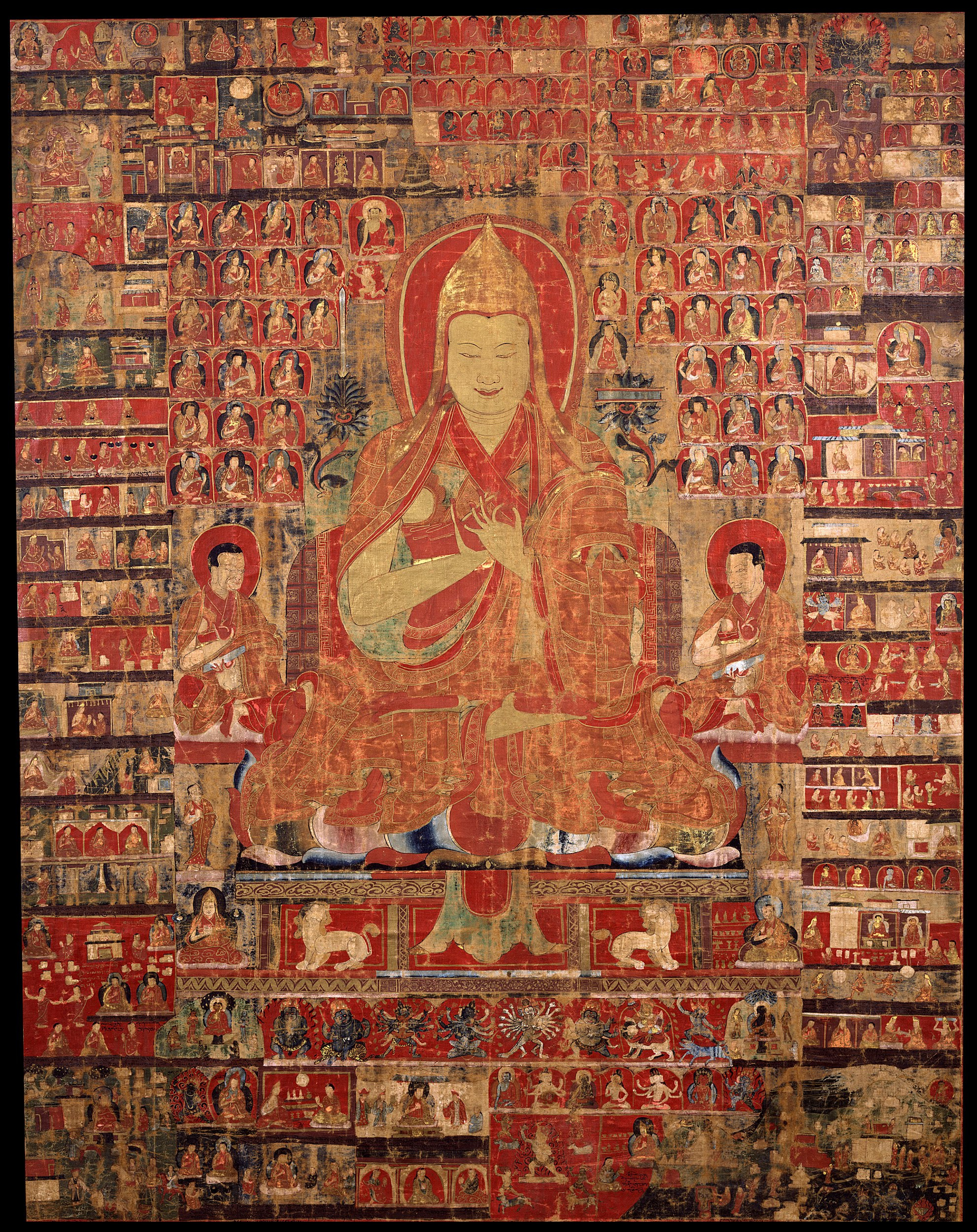
Tsongkapa, pintura del, Museo de Arte Rubin

La filosofía de Tsongkhapa se basa principalmente en la de filósofos del madhyamaka indio, como Nagarjuna, Buddhapalita y Chandrakirti. Tsongkhapa también se basa en la tradición epistemológica de Dharmakirti en su explicación de la verdad convencional. Según Jay Garfield, la filosofía de Tsongkhapa se basa en la idea de que "una comprensión completa de la filosofía budista requiere una síntesis de la epistemología y la lógica de Dharmakirti con la metafísica de Nagarjuna." Según Thomas Doctor, los puntos de vista madhyamaka de Tsongkhapa también fueron influenciados por el madhyamaka de la escuela Kadam del siglo XII Mabja Changchub Tsöndrü (m. 1185).
Tsongkhapa es conocido por su énfasis en la importancia del razonamiento en el camino hacia la liberación. Según Tsongkhapa, la meditación debe ir acompañada de un razonamiento riguroso para "empujar la mente y precipitar un avance en la fluidez cognitiva y la perspicacia".
Según Thupten Jinpa (el traductor del Dalái lama), el pensamiento de Tsongkhapa se preocupa con tres interpretaciones problemáticas de la filosofía madhyamaka en el Tíbet:
- una interpretación nihilista o excesivamente escéptica del prasangika-madhyamaka que socava el mundo cotidiano de la experiencia y la validez de la epistemología. Patsab Nyima Drak es una figura que Tsongkhapa considera asociada a esta visión.
- la llamada visión "shentong madhyamaka" de la escuela Jonang y de su fundador Dolpopa, que Tsongkhapa considera absolutista y esencialista.
- un punto de vista que sostenía que el análisis conceptual y la comprensión correcta eran innecesarios y que lo que importaba era deshacerse de todo pensamiento o deshacerse de todos los conceptos o simplemente permanecer en un estado de concentración (mientras los pensamientos surgen y pasan). Tsongkhapa consideraba que estas ideas estaban asociadas al maestro de zen chino Heshang y a algunos budistas tibetanos. Sostenía que estos puntos de vista quietistas (que rechazan el estudio y el análisis conceptual) eran callejones sin salida soteriológicos y podían tener consecuencias éticas negativas.

Según Thupten Jinpa, una de las principales preocupaciones de Tsongkhapa era "delinear los parámetros del razonamiento madhyamaka de tal manera que la dialéctica madhyamaka no pueda ser vista como una negación de los objetos de la experiencia cotidiana y, más importante, de la ética y la actividad religiosa". Como dice Tsongkhapa, uno debe "identificar correctamente el objeto de la negación" (que es svabhava, la naturaleza intrínseca o esencia).
Tsongkhapa sostenía que, si no se comprendía correctamente lo que debía negarse por la dialéctica madhyamaka, se corría el riesgo de negar demasiado (nihilismo) o de negar demasiado poco (esencialismo) y, por lo tanto, se "perdería el objetivo" del madhyamaka. Según Jinpa, el objeto correcto de la negación para Tsongkhapa es "nuestra aprehensión innata de la autoexistencia", que se refiere a cómo nuestras formas normales de percibir el mundo "se ven afectadas por una creencia en algún tipo de existencia intrínseca de las cosas y los acontecimientos". Jinpa también escribe que el segundo aspecto principal del proyecto filosófico de Tsongkhapa "implica el desarrollo de una teoría sistemática de la realidad tras el rechazo absoluto de la existencia intrínseca".

### Visión de la verdad última
Tsongkhapa sigue a Nagarjuna y a Candrakirti al afirmar que todos los fenómenos están vacíos de existencia inherente o esencia (svabhava) porque surgen de forma dependiente de las causas y condiciones (es decir, por pratītyasamutpāda). Para Tsongkhapa, todos los fenómenos carecen de existencia inherente y llegan a existir de forma dependiente, contingente y en relación con una conciencia que los percibe.
Tsongkhapa ve la vacuidad (shūnyatā) de la naturaleza intrínseca como una consecuencia de pratītyasamutpāda (surgimiento dependiente), la enseñanza que afirma que ningún dharma ("cosa", "fenómeno") tiene una existencia propia, sino que siempre llega a existir en dependencia de otros dharmas. Según Tsongkhapa, el surgimiento dependiente y la vacuidad son inseparables. Tsongkhapa afirma que los fenómenos existen convencionalmente, pero que, en última instancia, todo surge de forma dependiente y, por lo tanto, carece de existencia inherente o naturaleza intrínseca (svabhava). Svabhava es "el objeto de la negación" o lo que debe refutarse mediante el razonamiento madhyamaka. Tsongkhapa escribe que "puesto que los objetos no existen por su propia naturaleza, se establecen como existentes por la fuerza de la convención".
Además, según Tsongkhapa, la vacuidad está en sí misma vacía de existencia inherente y sólo existe convencionalmente como surgimiento dependiente. Por tanto, no hay un "fundamento trascendental" ni una "realidad última" que tenga una existencia propia. En cambio, la vacuidad es la negación de tal realidad independiente y una afirmación de que todas las cosas existen interdependientemente (incluso la misma vacuidad). La vacuidad es la verdad última (que se aplica a todos los fenómenos), pero no es un fenómeno último o una sustancia primordial (que siempre ha existido, se ha creado a sí misma y se mantiene a sí misma, etc.) como Brahman. Como tal, la verdad última de la vacuidad para Tsongkhapa es una verdad negativa, una negación no afirmativa. Esta realidad última es la mera ausencia de naturaleza intrínseca en todas las cosas.
Una negación no afirmativa o no implicativa (Sc. prasajya) es una negación que no deja algo en el lugar de lo negado. Por ejemplo, cuando se dice que un budista no debe beber alcohol, no se está afirmando que un budista deba beber otra cosa. Según Tsongkhapa, al negar la naturaleza inherente, un madhyamika no está afirmando ninguna cosa o cualidad en su lugar (como un vacío último, un absoluto o una base del ser).
En sus obras, Tsongkhapa se esfuerza por refutar una interpretación alternativa de la vacuidad que fue promovida por el filósofo tibetano Dolpopa Sherab Gyaltsen (1292-1361). Este punto de vista (llamado shentong, "vacío de lo otro") sostenía que la realidad última no es una negación no afirmativa, y que sólo está vacía de cosas convencionales y no está vacía de sí misma. Este punto de vista sostiene que la realidad última tiene una especie de existencia verdadera como fundamento último y absoluto. Según Tsongkhapa, este punto de vista es absurdo y no se encuentra en las escrituras budistas.

### La existencia de la verdad convencional
El madhyamaka de Tsongkhapa afirma la "mera existencia" de los fenómenos dependientes en el nivel convencional. Como tal, Tsongkhapa sostiene que las verdades convencionales son verdaderas porque hay un sentido en el que existen. Para Tsongkhapa, esta existencia convencional significa que los fenómenos (es decir, los dharmas) sólo llegan a existir de forma dependiente y contingente, lo que incluye el hecho de que surgen de forma codependiente con las mentes que los perciben y les imputan conceptualmente su existencia.
Según este punto de vista, las cosas existen en un sentido convencional y nominal como imputaciones conceptuales (rtog pas btags tsam) que dependen de una relación con una mente. Sin embargo, todos los fenómenos siguen careciendo de existencia de una manera independiente, autocreativa o autosostenible. Es decir, cuando se busca la naturaleza última de cualquier cosa ("lo que la cosa realmente es"), no se puede encontrar nada bajo este "análisis último". A diferencia de otros madhyamikas tibetanos, Tsongkhapa sostiene que esto no significa que las cosas no existan en absoluto o que el análisis último socave la existencia convencional. Para Tsongkhapa, lo convencional es realmente una especie de verdad, una forma de ser real.
Tsongkhapa cita numerosos pasajes de Nagarjuna que muestran que la vacuidad (la falta de naturaleza intrínseca) y el surgimiento dependiente (el hecho de que todos los dharmas surgen basados en causas y condiciones) tienen, en última instancia, la misma intención y significado y, por lo tanto, son dos formas de hablar de una única realidad.
Tsongkhapa también cita varios pasajes de Chandrakirti para demostrar que, aunque los fenómenos no surgen intrínsecamente, sí lo hacen de forma convencional. Chandrakirti es citado por Tsongkhapa afirmando que "aunque todas las cosas están vacías, de esas cosas vacías se producen definitivamente efectos", "porque las cosas no son producidas sin causa, o a partir de causas como un creador divino, o a partir de sí mismas, o a partir de ambas cosas, son producidas de forma dependiente", y "sostenemos que las cosas producidas de forma dependiente son, como los reflejos, no producidas intrínsecamente".

También cita un pasaje del comentario de Chandrakirti a los Cuatrocientos versos de Aryadeva que dice:
"Nuestro análisis se centra sólo en los que buscan el referente intrínsecamente real. Lo que refutamos aquí es que las cosas [y los acontecimientos] se establecen por medio de su propio ser. No negamos [la existencia de] los ojos y demás, que están condicionados y se originan de forma dependiente en cuanto que son fruto del karma."
De este modo, Tsongkhapa argumenta que la idea madhyamaka de que los dharmas no surgen o no se encuentran debe calificarse como que no surgen esencialmente. También cita el Laṅkāvatāra Sūtra donde el Buda dice: "Mahamati, pensando que no se producen intrínsecamente, dije que todos los fenómenos no se producen."
Tsongkhapa sostiene que, aunque los fenómenos convencionales no pueden resistir el análisis último (que busca la naturaleza última de cualquier cosa y es incapaz de encontrar nada intrínsecamente), esto no significa que los fenómenos convencionales sean invalidados, socavados o negados por este análisis último, ya que siguen existiendo como surgimientos dependientes. De hecho, para Tsongkhapa, es porque las cosas están vacías en última instancia que se puede decir que surgen y existen. Algunos madhyamikas tibetanos sostienen que las verdades convencionales no son más que las convenciones relativas de la gente común, pero que estas convenciones no existen para los meditadores avanzados o los filósofos madhyamika. Tsongkhapa rechaza esto como "un gran error filosófico" y afirma la importancia pragmática de las verdades convencionales.
Para Tsongkhapa, el rechazo de la realidad dependiente de lo convencional socava la posibilidad misma de la verdad y la falsedad, y de cualquier autoridad epistémica. Por tanto, esto socava todas las enseñanzas budistas relativas de la liberación, además de socavarse a sí mismo como argumento convincente. Sin embargo, al igual que Candrakīrti, Tsonkghapa también acepta que si bien las verdades convencionales son verdades, también pueden oscurecer o velar lo último (ya que para la mayoría de las personas, estas verdades aparecen como intrínsecamente verdaderas). Esto es como un espejismo, un fenómeno real, también puede ser engañoso (ya que parece ser lo que no es).
Tsongkhapa también sostiene que el análisis último no es una mera cuestión filosófica o intelectual, sino que se supone que anula un profundo hábito interno que tienen los seres sintientes y que experimenta el mundo de forma falsa y distorsionada. Esta superposición es una "sensación omnipresente de que las cosas son reales y sólidas y de que existen tal y como parecen" a la que nos hemos habituado y nos hemos hecho adictos durante incontables vidas. Esta adicción es lo que hay que refutar y abandonar. No es la idea de "existencia intrínseca" como concepto filosófico (equivalente a un cuerno de conejo inexistente y, por tanto, trivial).
Otra forma de decir esto es que, para Tsongkhapa, el objeto más sutil de la negación es la percepción de que los fenómenos tienen "su propia forma de existir sin ser planteados a través de la fuerza de la conciencia". Es un proceso mental continuo de imputar una realidad objetivamente independiente a lo que se percibe.
El punto de vista de Tsongkhapa de que la realidad convencional no es negada por madhyamaka (que sólo niega la naturaleza intrínseca) fue un tema de mucho debate entre los filósofos tibetanos y se convirtió en un tema de crítica para las figuras de la escuela Sakya como Gorampa (1429-1489). Los filósofos sakya, como Gorampa y sus partidarios, sostenían que el análisis madhyamaka rechaza todos los fenómenos convencionales (a los que llama "falsas apariencias" y considera producidos conceptualmente) y, por tanto, las mesas y las personas no son más reales que los sueños o Papá Noel.
Para Gorampa (en contra de Tsongkhapa), la verdad convencional es "totalmente falsa", "irreal", "una especie de inexistencia" y "la verdad sólo desde la perspectiva de los tontos". Pero para Tsongkhapa, las dos verdades (la convencional y la última) son dos hechos sobre la misma realidad, o "dos aspectos de un mismo mundo", según Thupten Jinpa. Para Tsongkhapa, negar totalmente la verdad convencional (en el nivel de la verdad última) sería negar el surgimiento dependiente (y por tanto, es negar la vacuidad, la verdad última en sí misma). Tsongkhapa ve esto como una especie de nihilismo.

### Epistemología
Tsongkhapa sostenía que una defensa adecuada del madhyamaka requería una comprensión de pramāṇa (epistemología) en el nivel convencional y que, además, uno podía hacer distinciones epistémicas sobre lo convencional (entre lo que es convencionalmente verdadero y lo que es una falsedad). Por ejemplo, uno puede saber que una cuerda en el suelo no es una serpiente (aunque inicialmente se haya dejado engañar por ella). Para Tsongkhapa, no bastaba con defender la vacuidad de todos los fenómenos (la verdad última). Madhyamaka también necesitaba instrumentos epistémicos adecuados o fuentes de conocimiento (Tib. tshad ma, Skt. pramāṇa) para defender los puntos de vista budistas sobre las verdades convencionales (como la ética budista).
Como señala Jay Garfield, para Tsongkhapa "sin un relato previo de estos instrumentos y su autoridad, no hay manera de distinguir la verdad convencional de la falsedad convencional". Además, Thupten Jinpa escribe que Tsongkhapa "no está de acuerdo con quienes afirman que el uso del tetralema en el madhyamaka implica una negación de principios lógicos fundamentales como la ley del medio excluido y el principio de no contradicción".
Para explicar cómo se percibe la realidad convencional de forma válida, Tsongkhapa se basa en la filosofía de pramāṇa (fuentes de conocimiento) de Dharmakirti para desarrollar su propia teoría epistemológica. Desde la perspectiva de Tsongkhapa, para que algo exista (convencionalmente), debe ser designado válidamente por una conciencia que funcione correctamente. Hablar de un objeto que no existe en relación con un sujeto es incoherente.
Según Tsongkhapa, algo está válidamente designado si cumple las tres condiciones siguientes:
1. La cosa conocida (prameya) es conocida por una conciencia convencional no deteriorada (sea esta conciencia analítica o no);
2. Ninguna otra cognición convencional contradice lo que es conocido de ser conocido de esa manera;
3. La razón que analiza con precisión si algo existe intrínsecamente no contradice lo conocido.

Cualquier cosa que no cumpla esos criterios no existe en absoluto (como una tierra plana), y las relaciones entre objetos no pueden existir sin ser designadas válidamente en la existencia.
Según Tsongkhapa, cuando Candrakīrti afirma que "el mundo no es válido de ninguna manera", se está refiriendo a cómo las conciencias ordinarias no son fuentes epistemológicas (pramāṇas) con respecto a la realidad última. Sin embargo, Tsongkhapa argumenta que Candrakīrti sí acepta las pramāṇas convencionales, ya que Candrakīrti también afirma que "el mundo conoce los objetos con cuatro cogniciones válidas." Así, Tsongkhapa interpreta que Candrakīrti no acepta que los pramāṇas conozcan la naturaleza intrínseca de las cosas, y sin embargo también sostiene que Candrakīrti afirma que los pramāṇas pueden darnos conocimiento sobre la realidad convencional. Tsongkhapa piensa que esto es así aunque nuestras facultades sensoriales también son engañosas, ya que también superponen la naturaleza intrínseca.
Para Tsongkhapa, hay dos formas válidas de entender el mundo, dos niveles de explicación: una forma que comprende los fenómenos convencionales (que son reales pero también engañosos, como un truco de magia) y otra que ve la profunda verdad última de las cosas, que es el mero hecho de que carecen de naturaleza intrínseca. Como explica Guy Newland, cada uno de estos puntos de vista epistémicos proporciona una lente o perspectiva diferente de la realidad, que Tsongkhapa ilustra hablando de cómo "no vemos los sonidos por muy cuidadosamente que miremos". Del mismo modo, aunque las verdades convencionales no se encuentran mediante un análisis último que busque su naturaleza intrínseca, siguen funcionando convencionalmente y esto no queda desacreditado por la verdad última de la vacuidad.
Tsongkhapa piensa que si sólo nos basáramos en el punto de vista epistemológico último, no seríamos capaces de distinguir entre la virtud y la no virtud, o la iluminación y el samsara (ya que el análisis último sólo nos dice que son igualmente vacíos). En cambio, Tsongkhapa sostiene que la vacuidad debe complementar, en lugar de socavar, las verdades budistas convencionales. Esta es una interpretación diferente de la teoría epistémica de Candrakīrti adoptada por figuras tibetanas como Gorampa y Taktsang Lotsawa. Ellos sostienen que el prāsaṅgika mādhyamika de Candrakīrti rechaza todas las fuentes epistémicas de conocimiento, ya que todas las cogniciones convencionales son defectuosas.

### La distinción prāsaṅgika-svātantrika

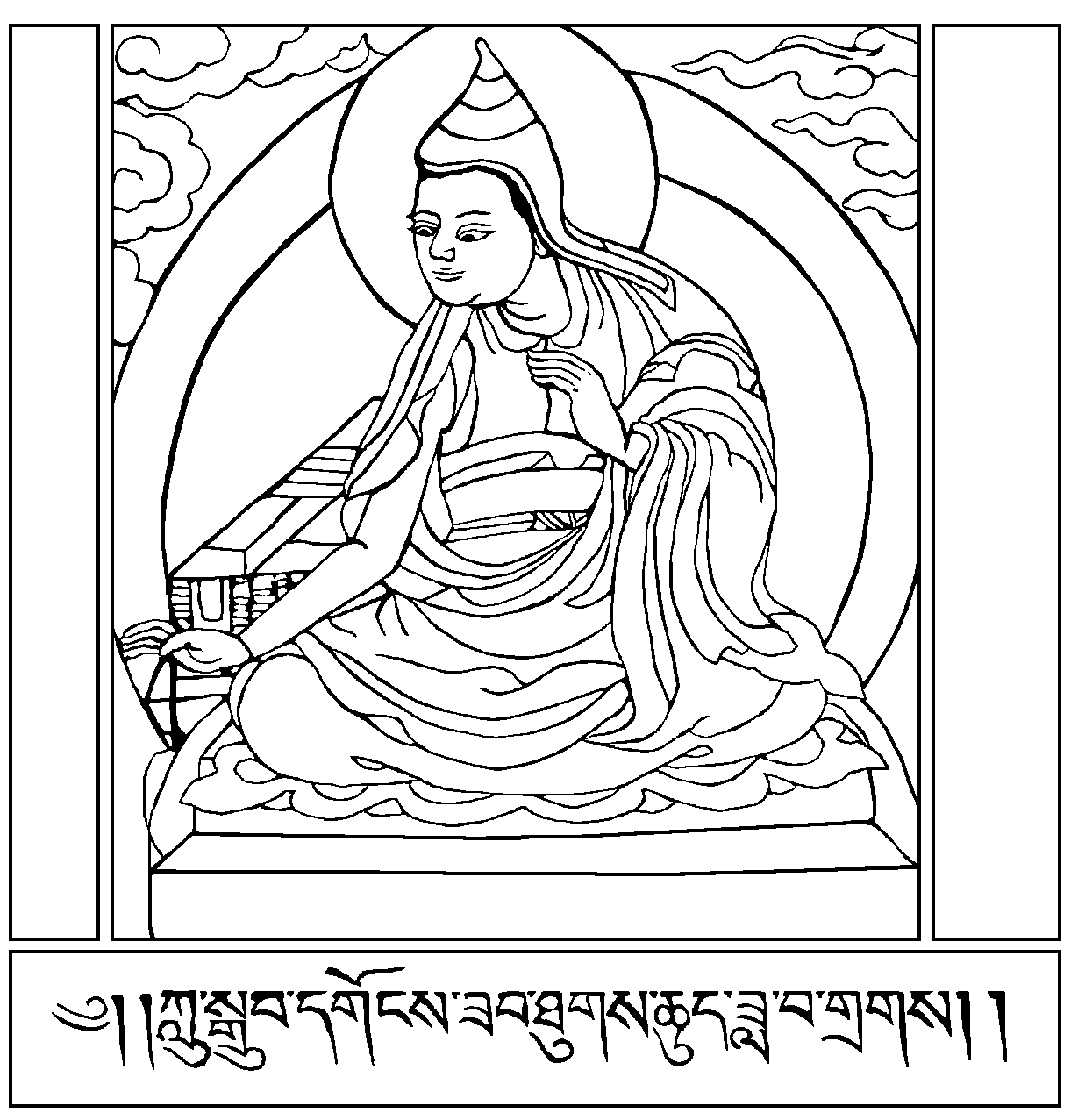
El filósofo indio Candrakīrti, a quien Tsongkhapa toma como principal autoridad en el madhyamaka de Nagarjuna

Al igual que su maestro Rendawa, Tsongkhapa era partidario de la interpretación de Candrakīrti de la filosofía madhyamaka (que los tibetanos denominan prāsaṅgika, "consecuencialista"). Según Tsongkhapa, el enfoque prāsaṅgika (que se basa principalmente en el uso de argumentos de reductio ad absurdum) es el enfoque superior del madhyamaka. Se trata de una posición que, según José Cabezón, puede remontarse a figuras del siglo XI como el erudito de cachemir Jayananda y el tibetano Patsab.
Tsongkhapa sostenía que el enfoque alternativo svātantrika del madhyamaka (defendido por figuras como Śāntarakṣita o Bhāviveka) era inferior. Tsongkhapa argumentaba que el enfoque svātantrika sostiene que había que plantear "silogismos autónomos" (svatantrānumāna) para defender el madhyamaka y que esta insistencia implica que los fenómenos (dharmas) o, al menos, la propia lógica, tiene naturaleza intrínseca (svabhava) convencionalmente. Bhāviveka (el principal objetivo de la crítica de Tsongkhapa) no afirma realmente la existencia de naturalezas intrínsecas convencionalmente o que la realidad convencional esté "establecida con su propia identidad", en ninguno de sus textos. Por esto, la interpretación de Tsongkhapa de las implicaciones del pensamiento de Bhāviveka es un tema de mucho debate entre los autores tibetanos y occidentales modernos sobre madhyamaka.
Tsongkhapa (al igual que Candrakirti) sostiene que los argumentos silogísticos autónomos no siempre son necesarios y que los argumentos prāsaṅga (es decir, los reductios) suelen ser suficientes para probar la visión madhyamaka al demostrar las consecuencias no deseadas (en cualquier posición dada que presuponga la existencia intrínseca). Tsongkhapa no rechaza que los madhyamikas puedan hacer uso de silogismos autónomos, pero discrepa de la insistencia de Bhāviveka en que siempre deben utilizarlos. Según Thupten Jinpa, Tsongkhapa critica aquí lo que la filosofía contemporánea llamaría "la autonomía de la razón", "es decir, que la razón, o la lógica, posee su propio estado ontológico como realidad última e independiente."
Para Tsongkhapa, estas diferencias clave revelan que la comprensión de la vacuidad de los filósofos svātantrika es inferior a la de los prāsaṅgikas, ya que la insistencia de los svātantrikas en el uso de silogismos autónomos implica que aceptan la naturaleza intrínseca de forma convencional (y como piensan que sus silogismos se establecen sobre esta base, sostienen que sus conclusiones son ciertas). Tsongkhapa rechaza que los fenómenos o los razonamientos tengan naturalezas o características intrínsecas de algún modo. En su lugar, Tsongkhapa sostiene que todos los fenómenos son dependientes y "simplemente etiquetados por la construcción del pensamiento" (Tib. rtog pas btags tsam) y, por tanto, están vacíos de naturaleza intrínseca, incluso convencionalmente.
Tsongkhapa piensa que los prāsaṅgikas pueden hacer uso de argumentos silogísticos, siempre y cuando no se basen en características intrínsecas (convencionales) al hacer uso de estos silogismos.

### Los prāsaṅgikas defienden una tesis
Tsongkhapa también argumenta que los prāsaṅgikas no se limitan a rechazar todas las tesis o puntos de vista. Por el contrario, Tsongkhapa sostiene que mientras los prāsaṅgikas se centran en refutar aquellos puntos de vista que presuponen naturalezas intrínsecas (svabhava), también defienden su propia doctrina o tesis (sct. darśana, tib. lta ba) propia. Se trata de la visión de que todos los fenómenos carecen de naturaleza intrínseca (niḥsvabhāvavāda), que no es una visión dogmática o falsa (dṛṣṭi) que deba rechazarse, sino que es la comprensión rara y correcta de la vacuidad (śūnyatā-darśana) y del surgimiento dependiente que nos permite liberarnos. Tsongkhapa afirma que los prāsaṅgikas pueden utilizar silogismos, hacer afirmaciones positivas, sostener posiciones (que consideran verdaderas) y argumentar a favor de ellas.
Tsongkhapa también distingue entre dos sentidos estrechamente relacionados (y superpuestos) pero también distintos del término "último" (sct. paramārtha): (1) un "modo de ser sustancialmente real" (es decir, la naturaleza intrínseca) y (2) la verdad o hecho último sobre el mundo (en contraposición a las verdades convencionales), que es la vacuidad. Gracias a esta distinción, Tsongkhapa puede afirmar que, aunque nada es último en el primer sentido, los madhyamakas sostienen una tesis, principalmente que la vacuidad (en el segundo sentido) es un hecho verdadero sobre la realidad.
Mientras que algunos pensadores tibetanos argumentaron que la refutación de Nagarjuna de la existencia, la no existencia, ambas o ninguna (un argumento llamado catuṣkoṭi, "cuatro esquinas") significaba que rechazaba todos los puntos de vista filosóficos (y toda la existencia) por completo, Tsongkhapa no está de acuerdo con esta interpretación. En cambio, Tsongkhapa entiende que la negación de Nagarjuna en el catuṣkoṭi se refiere a la falta de existencia intrínseca, a la no existencia intrínseca, etc. Así, como explica Guy Newland, Tsongkhapa interpreta la negación del catuṣkoṭi en el sentido de que "refutamos el punto de vista reificador de que las cosas existen en última instancia; refutamos el punto de vista nihilista de que las cosas no existen ni siquiera convencionalmente; refutamos que haya algún sentido único en el que las cosas existan y no existan; refutamos que haya algún sentido único en el que las cosas ni existan ni no existan."
Como señala Thupten Jinpa, esta interpretación del catuṣkoṭi negativo se basa en la opinión de Tsongkhapa de que el término sánscrito "bhāva" (existencia) tiene un doble significado en el madhyamaka: uno se refiere a un sentido reificado de la existencia intrínseca (que debe ser negado) y a una actualidad convencionalmente existente, cosa o evento funcional (que no es negado). Jinpa señala que Tsongkhapa interpreta el argumento del madhyamaka llamado "astillas de diamante" (Tib. rdo rje gzegs ma), que refuta el surgimiento intrínseco de los dharmas, de manera similar.

### Ocho puntos difíciles
Los aspectos únicos del pensamiento prāsaṅgika madhyamaka de Tsongkhapa se explican a menudo a través de los "ocho puntos difíciles" (dka' gnad brgyad). Estos temas clave fueron expuestos por Tsongkhapa en una serie de notas que posteriormente fueron editados por su discípulo Gyaltsap Je.
Según Tsongkhapa y Gyaltsap, tres de estas ideas principales están relacionadas con la ontología y son:
- prāsaṅgika rechaza totalmente las características intrínsecas (sva-lakṣaṇa) o la naturaleza intrínseca (svabhāva), en última instancia y convencionalmente.
- el rechazo la conciencia de almacén (ālāyavijñāna), en última instancia y convencionalmente.
- la aceptación convencional de los objetos externos (fuera de la mente), contra el idealismo de Yogacara.

Otros cuatro puntos clave del madhyamaka de Tsongkhapa se refieren al camino de la iluminación y son:
- no aceptar silogismos autónomos o pruebas independientes (Tib. rang rgyud, Sct. svatantra) como medio para desarrollar argumentos o establecer la verdad. En su lugar, el madhyamaka de Tsongkhapa utiliza una "presuposición o razón bien conocida por los oponentes" (gzhan grags, paraprasiddha) para ilustrar los errores de los puntos de vista de los oponentes.
- el rechazo de la autoconciencia (sva-saṃvitti, o sva-saṃvedana), incluso de forma convencional. Tsongkhapa piensa que plantear una conciencia que pueda operar sobre sí misma introduce una especie de esencialismo. Al igual que Shantideva, también sostiene que esta idea es lógicamente incoherente. Siguiendo a Shantideva, Tsongkhapa cita el Lankavatara que dice que "al igual que la hoja de una espada no puede cortarse a sí misma, y al igual que una uña no puede tocarse a sí misma, lo mismo ocurre con la propia mente".[99]
- la forma en que existen los dos oscurecimientos
- la aceptación de que los discípulos y los Budas solitarios realizan la vacuidad de los fenómenos. Esto significa que para Tsongkhapa, los arhats también realizan la misma vacuidad que los mahayanistas, ya que tanto la vacuidad de las personas como la de los fenómenos están entrelazadas y una conlleva lógicamente a la otra.[100]

Un último punto se refiere al resultado o fruto (del camino), es decir, la budeidad. Para Tsongkhapa, los budas plenamente despiertos perciben toda la realidad convencional en su máxima extensión (incluso las cosas impuras).
En cuanto a la conciencia de almacén (ālāyavijñāna), Tsongkhapa sostiene que esta teoría es rechazada por la visión última del prāsaṅgika madhyamaka. Sin embargo, está de acuerdo en que esta enseñanza puede ser de utilidad provisional para algunos individuos que se aferran a una visión inferior, no son capaces de comprender plenamente la vacuidad y tienen un "miedo a la aniquilación." Tsongkhapa se basa en la refutación de Chandrakirti de la conciencia de almacén, particularmente en Madhyamakāvatāra VI, 39.
Tsongkhapa también presenta una visión alternativa para explicar la identidad personal, el renacimiento y el karma. Estos se explican a través de un "mero yo" (nga tsam) que se designa de forma dependiente sobre la base de los cinco agregados. Tsongkhapa afirma que "debemos mantener que el objeto de nuestra conciencia innata del yo es la mera persona -es decir, el mero yo- que es el foco de nuestro sentido natural del yo."  Este sentido convencional y dependiente del yo o conciencia del yo es un proceso instintivo prelingüístico y preconceptual. Cuando se produce el renacimiento, el continuo mental de un individuo (rgyun) se mueve de una vida a otra, al igual que lo hace un río o una corriente. El "mero yo" del continuo transporta las huellas kármicas de vidas pasadas a la siguiente vida y, por tanto, no hay necesidad de plantear un tipo de conciencia "almacén" separado para las huellas kármicas.
Tsongkhapa también rechaza el idealismo budista (asociado a la escuela Yogācāra y a varios autores tibetanos del madhyamaka) y, por tanto, afirma la existencia convencional de un mundo externo (como Bhaviveka, Chandrakirti y Shantideva). Como escribe Newland, el madhyamaka de Tsongkhapa "afirma que hay un mundo externo que funciona plenamente, un mundo que existe fuera de nuestras mentes. Sin embargo, al mismo tiempo enfatiza que este mundo externo es totalmente dependiente de la conciencia". En su rechazo del idealismo Yogācāra, Tsongkhapa sigue la refutación de Chandrakirti del Yogacara en el Madhyamakāvatāra.

### Hermenéutica
Tsongkhapa también escribió sobre la hermenéutica budista, que es uno de los temas principales de su Esencia de la Elocuencia. Tsongkhapa sostenía que era importante tener una comprensión adecuada de la hermenéutica para poder interpretar correctamente las numerosas declaraciones aparentemente contradictorias que se encuentran en los sutras budistas y en los tratados escolásticos. Según Tsongkhapa, el principal criterio para interpretar las diversas declaraciones atribuidas a Buda es la razón (Sk. yukti, Tib. rigs pa), en particular el tipo de razonamiento que analiza los fenómenos para encontrar su naturaleza última (i.e. la vacuidad, la falta de naturaleza intrínseca). Además, Tsongkhapa se apoya en el Akṣayamatinirdeśasutra (Wyl. blo gros mi zad pas bstan pa) que afirma que los sutras de significado definitivo son aquellos sutras que enseñan la vacuidad (como los sutras Prajñāpāramitā).
Para Tsongkhapa, todas las afirmaciones y pasajes de los diversos sutras o tratados que no expresan esta falta de naturaleza intrínseca no son afirmaciones definitivas o últimas (sct. nitartha) y, por tanto, son afirmaciones que "requieren una interpretación adicional" o "necesitan ser elaboradas completamente" (neyartha). Esto incluye todos los textos pertenecientes a las escuelas Śrāvaka, todas las obras Yogācāra, así como la filosofía madhyamaka no prāsaṅgika (como la de Bhāviveka y Śāntarakṣita). Esto también incluye todos los sutras y declaraciones sobre el importante concepto de tathāgatagarbha (es decir, naturaleza de Buda) o la mente luminosa, que para Tsongkhapa, son sólo una forma expeditiva de describir la vacuidad de la mente, así como el potencial para la Budeidad que tienen todos los seres. En esto sigue a madhyamikas indios como Bhaviveka y Candrakirti, así como a eruditos de la escuela Kadam como Ngog Loden Sherab y Chaba Chokyi Senge.
Para Tsongkhapa, sólo la visión madhyamaka de Nagarjuna (tal y como la entendieron prāsaṅgikas como Aryadeva, Buddhapalita, Candrakīrti y Shantideva) es una interpretación definitiva de la intención final del Buda. Sin embargo, debido a la bodhicitta del Buda, éste explica la enseñanza de una amplia variedad de formas (neyartha), todas las cuales se basan en última instancia en la visión final de la vacuidad y conducen a ella.

## Enseñanzas sobre la práctica budista

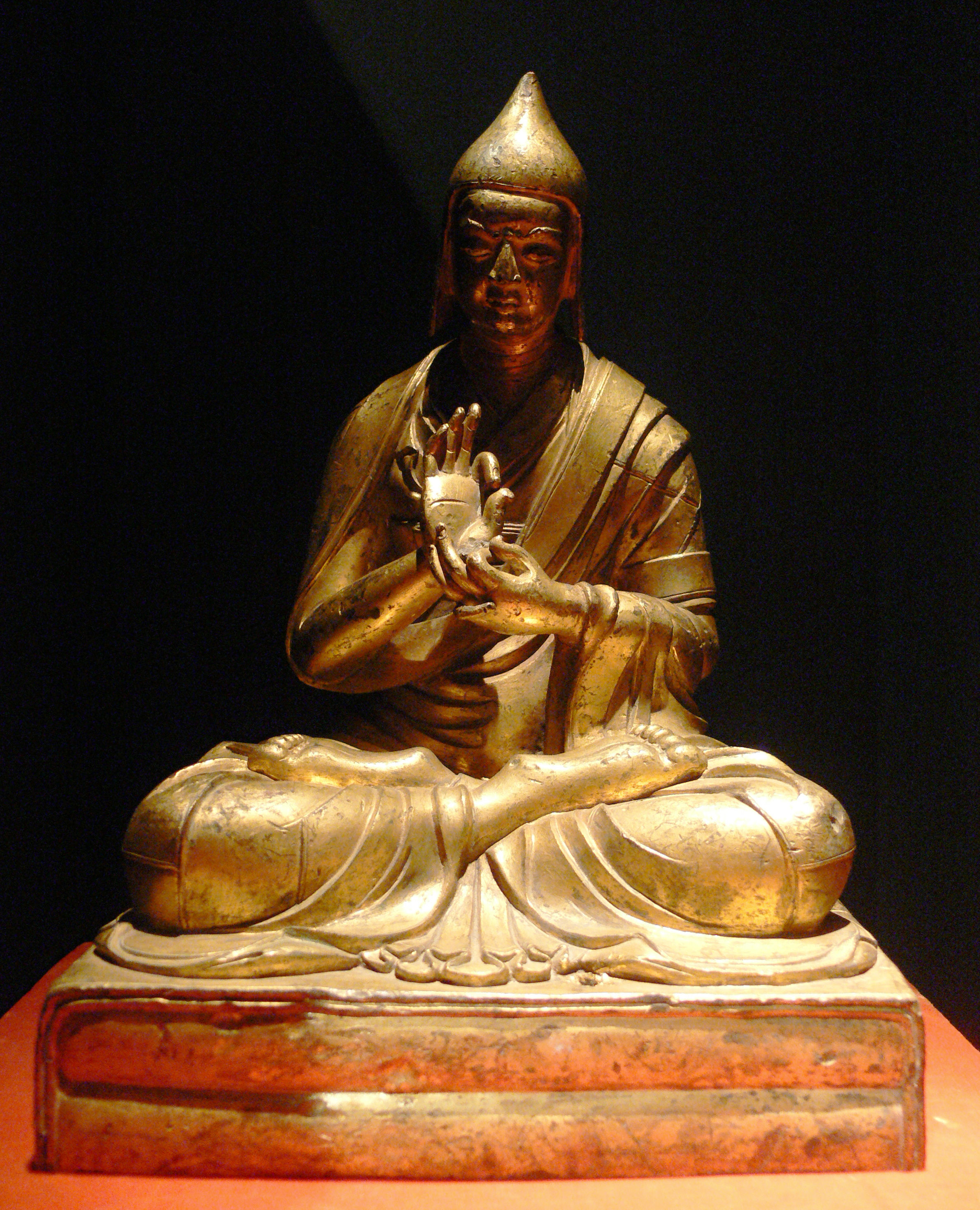
Estatua de Tsongkhapa, Museo Linden, Stuttgart.

### Enseñanzas Mahayana
Tsongkhapa estudió todas las tradiciones budistas tibetanas de su tiempo, y recibió enseñanzas y transmisión en todas las principales escuelas sarma (nuevas) del budismo tibetano. Su principal fuente de inspiración fue la escuela Kadam de Atiśa (982-1054), especialmente las enseñanzas Kadam Lamrim ("Etapas del camino"). Otra fuente importante para Tsongkhapa son las obras de Asanga, incluyendo el Yogacarabhumi y el Abhidharma-samuccaya. También se basa en las Etapas de la Meditación de Kamalashila y en las obras de Shantideva.
La fuente más popular de las enseñanzas de Tsongkhapa sobre el camino Mahayana es su Gran Tratado sobre las etapas del camino a la iluminación (Lamrim Chenmo). También escribió un Tratado Lamrim Medio y un Pequeño Tratado Lamrim. La presentación de Tsongkhapa sigue en general el sistema clásico de Kadam Lamrim, que se divide en tres ámbitos o motivaciones principales (modesto, medio y superior, es decir, Mahayana).
La presentación de Tsongkhapa del camino del bodhisattva se centra en las seis perfecciones. En cuanto a la perfección de la sabiduría (prajñāpāramitā), Tsongkhapa destaca la importancia del razonamiento, la investigación analítica, así como el estudio y la contemplación de las escrituras budistas. De hecho, según Tsongkhapa, el amplio estudio de los textos budistas es la "fuerza vital sagrada del camino", que es un complemento necesario para la práctica de la meditación.

#### La meditación de insight y el objeto de la negación
Para Tsongkhapa, todas las formas budistas de meditación pueden clasificarse en dos grandes categorías que deben desarrollarse plenamente de forma conjunta:
- la meditación calmante (Skt. śamatha, Tib. zhi-gnas), que son "meditaciones que comprometen y fortalecen nuestra capacidad de concentración y estabilización de la mente sin distracción-culminando en la serenidad perfecta" y
- las meditaciones de perspicacia (Skt. vipaśyanā, Tib. lhag mthong) que "utilizan y desarrollan la capacidad de discernir y analizar las cualidades de un objeto-culminando en la sabiduría meditativa."

En sus obras Lamrim, Tsongkhapa presenta una forma única de meditación para el desarrollo de la introspección y vipaśyanā. Como explica Newland, para Tsongkhapa, la raíz del sufrimiento y del samsara es una "tendencia innata a mantener una visión distorsionada y cosificadora de nosotros mismos" (así como de otros fenómenos). Desarrollar la sabiduría para ver a través de este hábito requiere utilizar el análisis razonado o la investigación analítica (so sor rtog pa) para llegar a la visión correcta de la vacuidad (la falta de naturaleza intrínseca). Establecer la visión correcta de la vacuidad requiere inicialmente que "identifiquemos el objeto de la negación", que según Tsongkhapa (citando a Chandrakirti) es "una conciencia que superpone una esencia de las cosas". Si no lo hacemos correctamente, podemos acabar negando demasiado (lo que podría conducir al nihilismo, con consecuencias negativas para nuestra ética) o negando demasiado poco (y dejando así intacto algún sentido sutil de la reificación). Así, para Tsongkhapa, primero debemos identificar y comprender adecuadamente nuestro propio sentido de reificación. Sólo después de haberlo identificado en nosotros mismos podemos refutar y eliminar este error mediante el análisis introspectivo, la contemplación y la meditación.
Al mismo tiempo, también debemos evitar la trampa de una visión nihilista que invalida la naturaleza surgida de forma dependiente de las cosas (es decir, la mera existencia o la realidad aparente) y confunde la falta de naturaleza intrínseca con la negación total de la existencia de un yo relativo y convencional. Esto se debe a que, para Tsongkhapa, el "yo" se acepta como nominalmente existente de manera dependiente y convencional, mientras que el objeto que hay que negar es la ficción interna de la naturaleza intrínseca que es "erróneamente reificada" por nuestra cognición. Tsongkhapa explica esta reificación interna errónea que ha de ser negada como "una creencia natural, [una forma ingenua, normal y prefilosófica de ver el mundo], que nos lleva a percibir las cosas y los acontecimientos como si poseyeran algún tipo de existencia e identidad intrínseca".
Según Tsongkhapa, los esencialistas budistas (como los vaibhasikas) y los esencialistas no budistas (que afirman el atman) no niegan el objeto correcto, sino que sólo niegan "construcciones imaginarias" e "ignorancia adquirida" y, por tanto, sólo realizan una vacuidad burda que sólo suprime, pero no elimina, los obstáculos a la liberación. Según Tsongkhapa, sólo una negación que socava la percepción innata de un yo inherentemente existente es verdaderamente liberadora.
Tsongkhapa rechaza la idea de que la meditación consista únicamente en desprenderse de todos los conceptos, sino que es necesario refinar gradualmente nuestra comprensión hasta convertirla en sabiduría no conceptual.  Aunque Tsongkhapa enfatiza la importancia de alcanzar la correcta comprensión conceptual de la vacuidad a través de esta contemplación analítica, también entiende que este conocimiento no es la realización real de la vacuidad en sí misma (que es no conceptual y no dualista). Por lo tanto, según Tsongkhapa, después de haber alcanzado la comprensión conceptual correcta de la vacuidad, esta visión debe ser refinada a través de la práctica repetida de la meditación de calma (y el samadhi que produce) y la familiarización continua con la meditación de la visión. Con el tiempo, la visión se transforma en una experiencia no dualista y no conceptual de la vacuidad.

### Vajrayana (Secret Mantra)

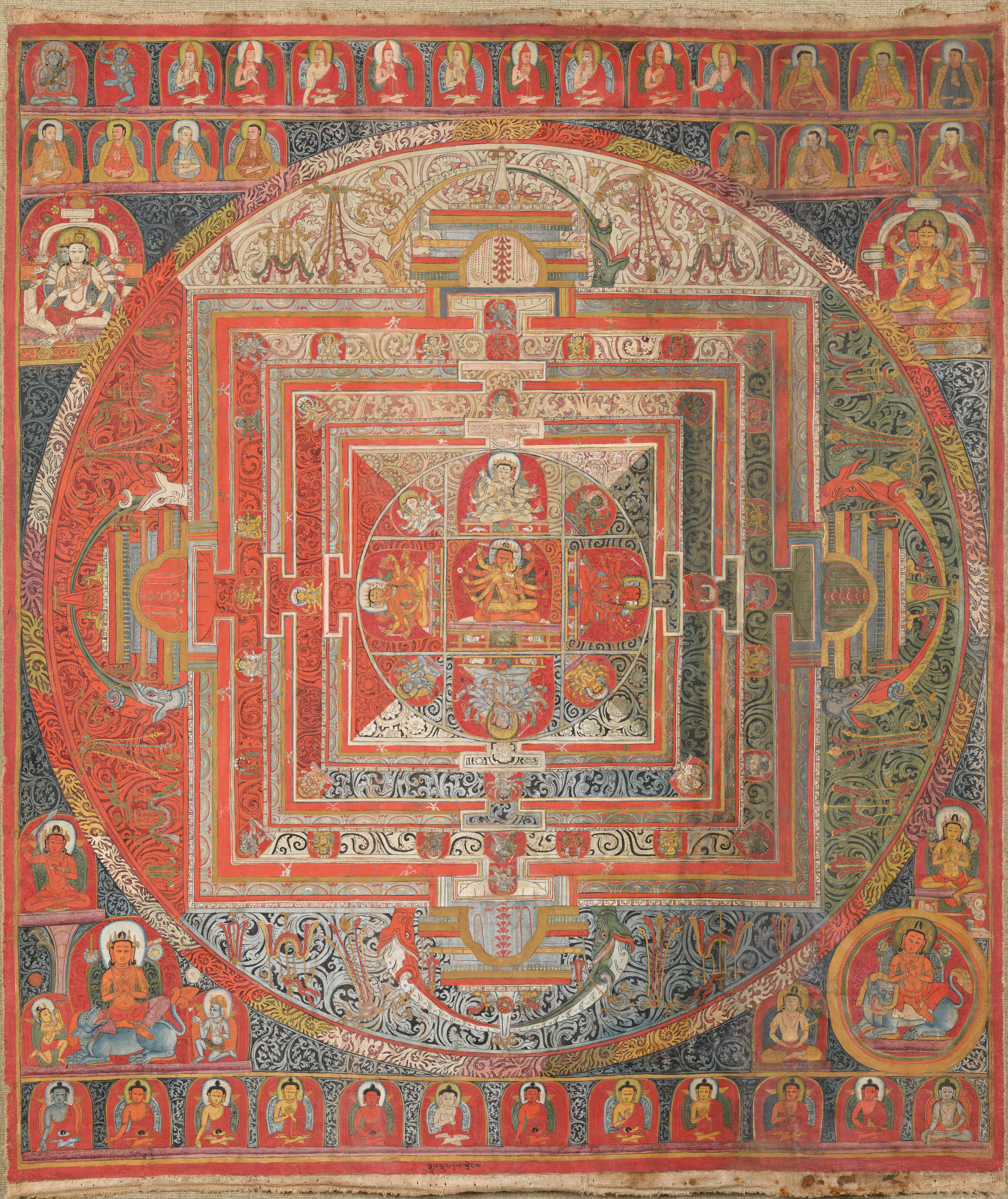
Mandala de Guhyasamāja con Mañjuvajra (forma esotérica de Mañjushri) como deidad central.

Tsongkhapa también practicó y enseñó ampliamente el budismo Vajrayana (también conocido como Mantra Secreto, Tantra Budista). Escribió comentarios sobre algunos de los principales tantras sarma ("nuevas"), incluyendo los tantras Vajrabhairava, Cakrasaṃvara, Kālacakra y Guhyasamāja. También escribió un gran resumen del pensamiento y la práctica tántrico, La gran exposición del mantra secreto. La teoría tántrica de Tsongkhapa se basa en gran medida en las dos principales tradiciones de comentarios del Guhyasamāja Tantra. Tsongkhapa también se basa en gran medida en las obras de Marpa Lotsawa (1012-1097) y Butön Rinchen (1290-1364), quienes transmitieron linajes del tantra Guhyasamāja, un texto que Tsongkhapa consideraba el "rey de los tantras". Su estrecha conexión con la tradición Guhyasamāja era tal que se refería a sí mismo como un "yogui Guhyasamāja" y se veía a sí mismo como un revividor y reformador de la tradición. Por esto compuso varias obras sobre esta tradición tántrica.
Para Tsongkhapa, el tantra budista se basa en la misma visión madhyamaka de la vacuidad que la visión de los sutras Mahāyāna. Como tal, Tsongkhapa ve el Mantra Secreto como un subconjunto del Budismo Mahāyāna, y por lo tanto también requiere bodhicitta y la visión de la vacuidad (a través de la meditación vipaśyanā) como base. El Mantra Secreto sólo se diferencia del Mahāyāna sutrico (no tántrico) por su método especial, la práctica esotérica del yoga de deidades (Tib. lha'i rnal 'byor), que es un método más rápido que la práctica de las seis perfecciones por sí sola.  Tsongkhapa también sostiene que la budeidad completa sólo puede alcanzarse en última instancia mediante la práctica del Tantra del Yoga Supremo (mientras que las prácticas inferiores de las perfecciones y los otros tantras ayudan a avanzar en el camino). Sin embargo, Tsongkhapa también sostiene que las prácticas Mahāyāna no tántricas son indispensables la práctica del Mantra Secreto y que la bodhicitta es la base para la práctica tanto del sutra Mahāyāna como del Mantra Secreto.

Así, para Tsongkhapa, el camino del bodhisattva enseñado en los sutras (y sus tres aspectos principales de renuncia, bodhicitta y percepción de la vacuidad) debe preceder a la práctica del Mantra Secreto. De hecho, según Tsongkhapa, sin haber comprendido la vacuidad, no se pueden practicar los yogas tántricos. Como afirma Tsongkhapa en Una lámpara para iluminar las cinco etapas de Guhyasamāja:
para aquellos que entran en el Vajrayana, es necesario buscar la comprensión de la visión que tiene la visión de la vacuidad del no-yo y luego meditar sobre su significado para abandonar el aferramiento a la realidad, la raíz del samsara.

## Obras

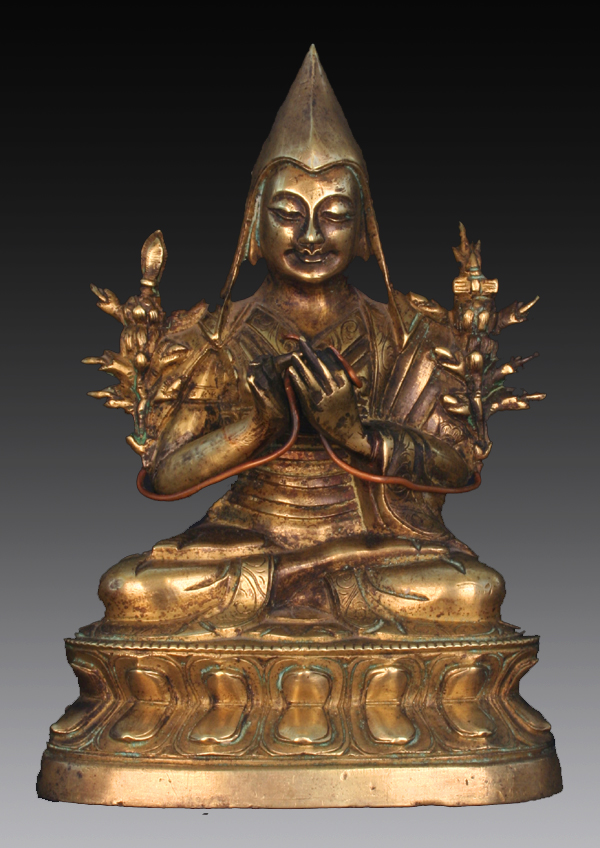
Una estatua de bronce de Tsongkhapa

Los escritos de Tsongkhapa comprenden dieciocho volúmenes, de los cuales la mayor cantidad es sobre el tantra Guhyasamāja. Estos 18 volúmenes contienen cientos de títulos relacionados con todos los aspectos de las enseñanzas budistas y aclaran algunos de los temas más difíciles de las enseñanzas Sutrayana y Vajrayana. Los principales tratados y comentarios de Tsongkhapa sobre el Madhyamaka se basan en la tradición descendiente de Nagarjuna, tal como fue dilucidada por Buddhapālita y Candrakīrti.
Algunas de las principales obras de Tsongkhapa son:
- El Gran Tratado sobre las Etapas del Camino a la Iluminación (lam rim chen mo),
- La Gran Exposición del Mantra Secreto (sngags rim chen mo),
- El Tratado del Medio sobre las Etapas del Camino a la Iluminación,
- Tres aspectos principales del camino,
- La base de todas las buenas cualidades
- Manual de práctica de los seis dharmas de Naropa,
- Esencia de la verdadera elocuencia (drang nges legs bshad snying po; título completo: gsung rab kyi drang ba dang nges pai don rnam par phye ba gsal bar byed pa legs par bshad pai snying po),
- Océano de Razonamiento: Un gran comentario sobre el Mulamadhyamakarika de Nagarjuna (dbu ma rtsa ba'i tshig le'ur byas pa shes rab ces bya ba'i rnam bshad rigs pa'i rgya mtsho),
- Iluminación del significado del camino medio (dbu ma dgongs pa rab gsal), un comentario sobre el Madhyamakavatara de Candrakirti
- Una lámpara para iluminar las cinco etapas (gsang 'dus rim lnga gsal sgron), un comentario sobre el Guhyasamāja tantra
- Guirnalda dorada de la elocuencia (gser phreng), un comentario al Ornamento para las realizaciones claras (Abhisamayālaṃkāra)
- El Elogio de la Relatividad (rten 'brel bstod pa).